# Terras Salgadas

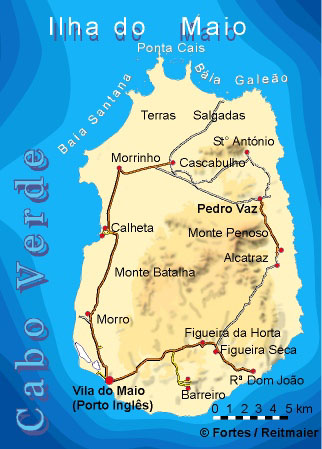
Terras Salgadas, localizada-se na norte da ilha do Maio

As Terras Salgadas são uma planície salina no norte da ilha do Maio, no arquipélago de Cabo Verde. Uma área rica em espécies de aves marinhas, peixes e tartarugas do mar. A terra encontra-se classificada como reserva natural protegida, com dunas das areias, formações das lavas e ecossistemas marinhos.  Próximas estão as aldeias de Morrinho, Cascabulho e Santo António. A noroeste está a Baía Santana e a nordeste a Baía Galeão.

## Ver tambêm
- Áreas protegidas de Cabo Verde